# Ниса (нимфа)
Ниса је у грчкој митологији била нимфа.

## Митологија
Хигин је наводи као једну од нисејских нимфи, чије име дословно значи „дама од Нисе“. Била јој је поверена улога, као и другим нимфама, да чува малог Диониса. Помиње се и као додонска нимфа, која је имала исту улогу. Римски и грчки град Ниса је назван по њој. Била је поистовећена са нимфом Макридом.

## У уметности
На новчићима пронађеним у Македонији, у који су се користили у античком граду Касандреји у доба Филипа I (244-249), приказана је и ова нимфа како у руци држи малог Диониса.